# 물까마귀
물까마귀는 참새목 물까마귀과의 한 종으로, 한국에서는 텃새이다. 몸 전체가 어두운 갈색을 띠고, 산의 계곡에서 주로 볼 수 있다.
물까마귀과에 속하며 학명은 Cinclus pallasii이다. 몸길이는 약 18cm로 온몸이 갈색을 띤다. 산·개울 부근에 단독 또는 짝을 이루어 서식하며 수생곤충을 주로 먹으며 새끼에게는 유충(애벌레)을 먹인다. 3-6월에 바위 틈의 둥지에 알을 낳는데, 한배에 4-5개의 흰색 알을 낳는다. 알은 15-16일 후 부화한다.